# Odette Laguerre
Pour les articles homonymes, voir Laguerre.
Odette Laguerre, née le 7 novembre 1860 et morte le 27 ou 29 septembre 1956, est une militante pour le droit de vote des femmes. Professeure de l'enseignement secondaire des jeunes filles, elle est journaliste à La Fronde, à L'Aurore et aux Pages libres.

## Biographie
Odette Garin de Lamorflan est née à Constantinople le 7 novembre 1860. Elle est la fille d'un diplomate, René Louis Charles Garin de Lamorflan (1828-1879) et de Hélène Henriette Berlot Vaume. Elle épouse le 11 octobre 1884, en Bourgogne, Maxime Laguerre (1863-1923), maire de Vieu, député de l'Ain.
Elle devient professeure de l'enseignement secondaire des jeunes filles et journaliste à La Fronde, à L'Aurore et aux Pages libres. Entre 1888 et 1895, elle est la belle-sœur de Marguerite Durand. Elle est la créatrice de la Société d'éducation et d'action féministes (EAF) à Lyon (1903) et secrétaire de la Ligue internationale des mères et éducatrices pour la paix. Elle décède le 29 septembre 1956.

## Œuvre
- L'Enseignement dans la famille, cours complet d'études pour les jeunes filles. 1 : Enseignement préparatoire et enseignement élémentaire pour les enfants de cinq à douze ans, Paris : Firmin-Didot, 1888. Les tomes 2 et 3 sont publiés en 1891 et 1894
- Biographies d'hommes illustres, grands patriotes, grands voyageurs, grands inventeurs et récits d'histoire de France, par Mme O. Laguerre, Firmin Didot, 1890
- Qu'est-ce que le féminisme ?, 1905[8].
- Le droit électoral des femmes, 1906[9].
- La protection de l'enfance, Odette Laguerre et Ida-Rosette Sée, 1906
- Trois conférences de Nelly Roussel, 1930. Préfacière
- La Révolution au royaume des bonbons : Comédie en un acte par Odette Laguerre... Paris, Bibliothèque de l'Heure joyeuse, 7 juillet 1934. Dessin de Suzanne Theureau